# 6011 Тоцці
6011 Тоцці (6011 Tozzi) — астероїд головного поясу, відкритий 29 серпня 1990 року.
Тіссеранів параметр щодо Юпітера — 3,342.